# 1836

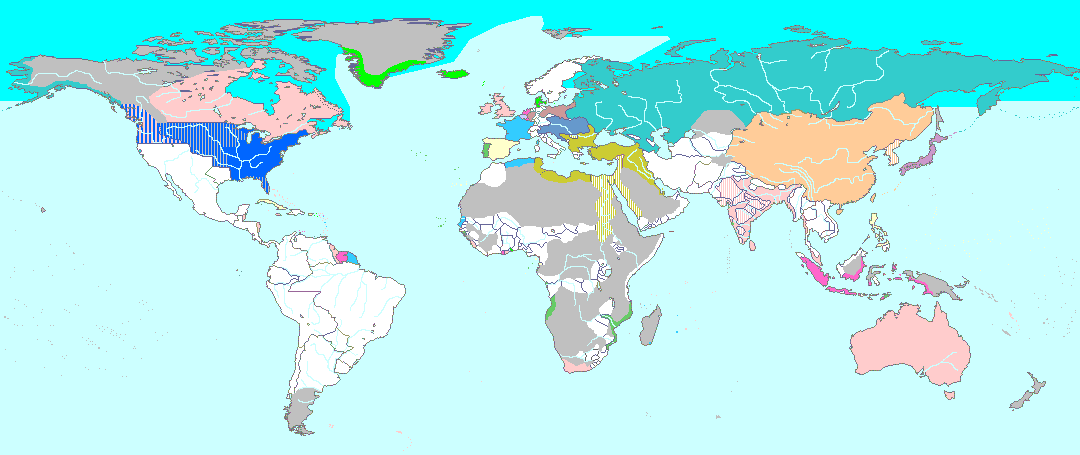
Il mondo nel 1836

Il 1836 (MDCCCXXXVI in numeri romani) è un anno bisestile del XIX secolo.

## Eventi
- 23 febbraio - 6 marzo – Battaglia di Alamo: Durante la rivoluzione texana, le truppe messicane guidate da Antonio López de Santa Anna assaltano e conquistano la fortezza di Alamo, uccidendone tutti gli occupanti.
- Fondazione di Houston, Texas.
- 21 aprile – Battaglia di San Jacinto: Nei pressi dell'odierna La Porte, i ribelli texani conseguono una vittoria decisiva sull'esercito messicano. Nasce la Repubblica del Texas.
- 15 giugno – L'Arkansas diventa il venticinquesimo stato degli USA
- 18 giugno – Regno di Sardegna: Istituzione del corpo dei Bersaglieri da parte del Generale Alessandro La Marmora.
- 5 luglio – Francia: Giuseppe Mazzini viene arrestato ed allontanato dalla nazione.
- 10 dicembre – Abolizione della tratta degli schiavi nei possedimenti portoghesi.[1]
- 13 dicembre – Impero austriaco: A Venezia un incendio, causato probabilmente dal cattivo funzionamento di una stufa, distrugge il Gran Teatro La Fenice.

## Nati
Ci sono circa 390 voci su persone nate nel 1836; vedi la pagina Nati nel 1836 per un elenco descrittivo o la categoria Nati nel 1836 per un indice alfabetico.

## Morti
Ci sono circa 220 voci su persone morte nel 1836; vedi la pagina Morti nel 1836 per un elenco descrittivo o la categoria Morti nel 1836 per un indice alfabetico.

## Calendario
| Calendario 1836 | Calendario 1836 | Calendario 1836 | Calendario 1836 | Calendario 1836 | Calendario 1836 | Calendario 1836 | Calendario 1836 | Calendario 1836 | Calendario 1836 | Calendario 1836 | Calendario 1836 | Calendario 1836 | Calendario 1836 | Calendario 1836 | Calendario 1836 | Calendario 1836 | Calendario 1836 | Calendario 1836 | Calendario 1836 | Calendario 1836 | Calendario 1836 | Calendario 1836 | Calendario 1836 | Calendario 1836 | Calendario 1836 | Calendario 1836 | Calendario 1836 | Calendario 1836 | Calendario 1836 | Calendario 1836 | Calendario 1836 | Calendario 1836 |
| --------------- | --------------- | --------------- | --------------- | --------------- | --------------- | --------------- | --------------- | --------------- | --------------- | --------------- | --------------- | --------------- | --------------- | --------------- | --------------- | --------------- | --------------- | --------------- | --------------- | --------------- | --------------- | --------------- | --------------- | --------------- | --------------- | --------------- | --------------- | --------------- | --------------- | --------------- | --------------- | --------------- |
|                 | 1               | 2               | 3               | 4               | 5               | 6               | 7               | 8               | 9               | 10              | 11              | 12              | 13              | 14              | 15              | 16              | 17              | 18              | 19              | 20              | 21              | 22              | 23              | 24              | 25              | 26              | 27              | 28              | 29              | 30              | 31              |                 |
| Gennaio         | Ve              | Sa              | Do              | Lu              | Ma              | Me              | Gi              | Ve              | Sa              | Do              | Lu              | Ma              | Me              | Gi              | Ve              | Sa              | Do              | Lu              | Ma              | Me              | Gi              | Ve              | Sa              | Do              | Lu              | Ma              | Me              | Gi              | Ve              | Sa              | Do              |                 |
| Febbraio        | Lu              | Ma              | Me              | Gi              | Ve              | Sa              | Do              | Lu              | Ma              | Me              | Gi              | Ve              | Sa              | Do              | Lu              | Ma              | Me              | Gi              | Ve              | Sa              | Do              | Lu              | Ma              | Me              | Gi              | Ve              | Sa              | Do              | Lu              |                 |                 |                 |
| Marzo           | Ma              | Me              | Gi              | Ve              | Sa              | Do              | Lu              | Ma              | Me              | Gi              | Ve              | Sa              | Do              | Lu              | Ma              | Me              | Gi              | Ve              | Sa              | Do              | Lu              | Ma              | Me              | Gi              | Ve              | Sa              | Do              | Lu              | Ma              | Me              | Gi              |                 |
| Aprile          | Ve              | Sa              | Do              | Lu              | Ma              | Me              | Gi              | Ve              | Sa              | Do              | Lu              | Ma              | Me              | Gi              | Ve              | Sa              | Do              | Lu              | Ma              | Me              | Gi              | Ve              | Sa              | Do              | Lu              | Ma              | Me              | Gi              | Ve              | Sa              |                 |                 |
| Maggio          | Do              | Lu              | Ma              | Me              | Gi              | Ve              | Sa              | Do              | Lu              | Ma              | Me              | Gi              | Ve              | Sa              | Do              | Lu              | Ma              | Me              | Gi              | Ve              | Sa              | Do              | Lu              | Ma              | Me              | Gi              | Ve              | Sa              | Do              | Lu              | Ma              |                 |
| Giugno          | Me              | Gi              | Ve              | Sa              | Do              | Lu              | Ma              | Me              | Gi              | Ve              | Sa              | Do              | Lu              | Ma              | Me              | Gi              | Ve              | Sa              | Do              | Lu              | Ma              | Me              | Gi              | Ve              | Sa              | Do              | Lu              | Ma              | Me              | Gi              |                 |                 |
| Luglio          | Ve              | Sa              | Do              | Lu              | Ma              | Me              | Gi              | Ve              | Sa              | Do              | Lu              | Ma              | Me              | Gi              | Ve              | Sa              | Do              | Lu              | Ma              | Me              | Gi              | Ve              | Sa              | Do              | Lu              | Ma              | Me              | Gi              | Ve              | Sa              | Do              |                 |
| Agosto          | Lu              | Ma              | Me              | Gi              | Ve              | Sa              | Do              | Lu              | Ma              | Me              | Gi              | Ve              | Sa              | Do              | Lu              | Ma              | Me              | Gi              | Ve              | Sa              | Do              | Lu              | Ma              | Me              | Gi              | Ve              | Sa              | Do              | Lu              | Ma              | Me              |                 |
| Settembre       | Gi              | Ve              | Sa              | Do              | Lu              | Ma              | Me              | Gi              | Ve              | Sa              | Do              | Lu              | Ma              | Me              | Gi              | Ve              | Sa              | Do              | Lu              | Ma              | Me              | Gi              | Ve              | Sa              | Do              | Lu              | Ma              | Me              | Gi              | Ve              |                 |                 |
| Ottobre         | Sa              | Do              | Lu              | Ma              | Me              | Gi              | Ve              | Sa              | Do              | Lu              | Ma              | Me              | Gi              | Ve              | Sa              | Do              | Lu              | Ma              | Me              | Gi              | Ve              | Sa              | Do              | Lu              | Ma              | Me              | Gi              | Ve              | Sa              | Do              | Lu              |                 |
| Novembre        | Ma              | Me              | Gi              | Ve              | Sa              | Do              | Lu              | Ma              | Me              | Gi              | Ve              | Sa              | Do              | Lu              | Ma              | Me              | Gi              | Ve              | Sa              | Do              | Lu              | Ma              | Me              | Gi              | Ve              | Sa              | Do              | Lu              | Ma              | Me              |                 |                 |
| Dicembre        | Gi              | Ve              | Sa              | Do              | Lu              | Ma              | Me              | Gi              | Ve              | Sa              | Do              | Lu              | Ma              | Me              | Gi              | Ve              | Sa              | Do              | Lu              | Ma              | Me              | Gi              | Ve              | Sa              | Do              | Lu              | Ma              | Me              | Gi              | Ve              | Sa              |                 |